# Léovigild
Pour les articles homonymes, voir Léovigild (homonymie).
Léovigild (en gotique Liubagilds, en espagnol Leovigildo), né vers 530 et mort en 586, est roi wisigoth d'Hispanie et de Septimanie de 568 à 586. Son règne marque un tournant pour l'histoire de l'Espagne comme pour celle des Wisigoths.

## Biographie

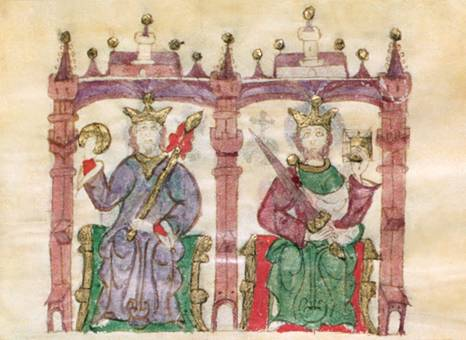
Liuva et Léovigild, manuscrit daté de 1095, Bibliothèque nationale de Madrid.

Léovigild est le frère de Liuva, duc de la Septimanie (Gothie) élu roi des Wisigoths en 568. Selon Isidore de Séville, ce dernier associe Léovigild au pouvoir un an après son élection, se réservant la Septimanie (la partie wisigothique de la Gaule avec Narbonne pour capitale) et laissant l'Hispanie (avec Tolède pour capitale) à son frère.
À une date inconnue (avant 560), Léovigild avait épousé une aristocrate, Theodosia, peut-être d'origine hispano-romaine. De ce mariage naissent deux fils, Herménégilde et Récarède.

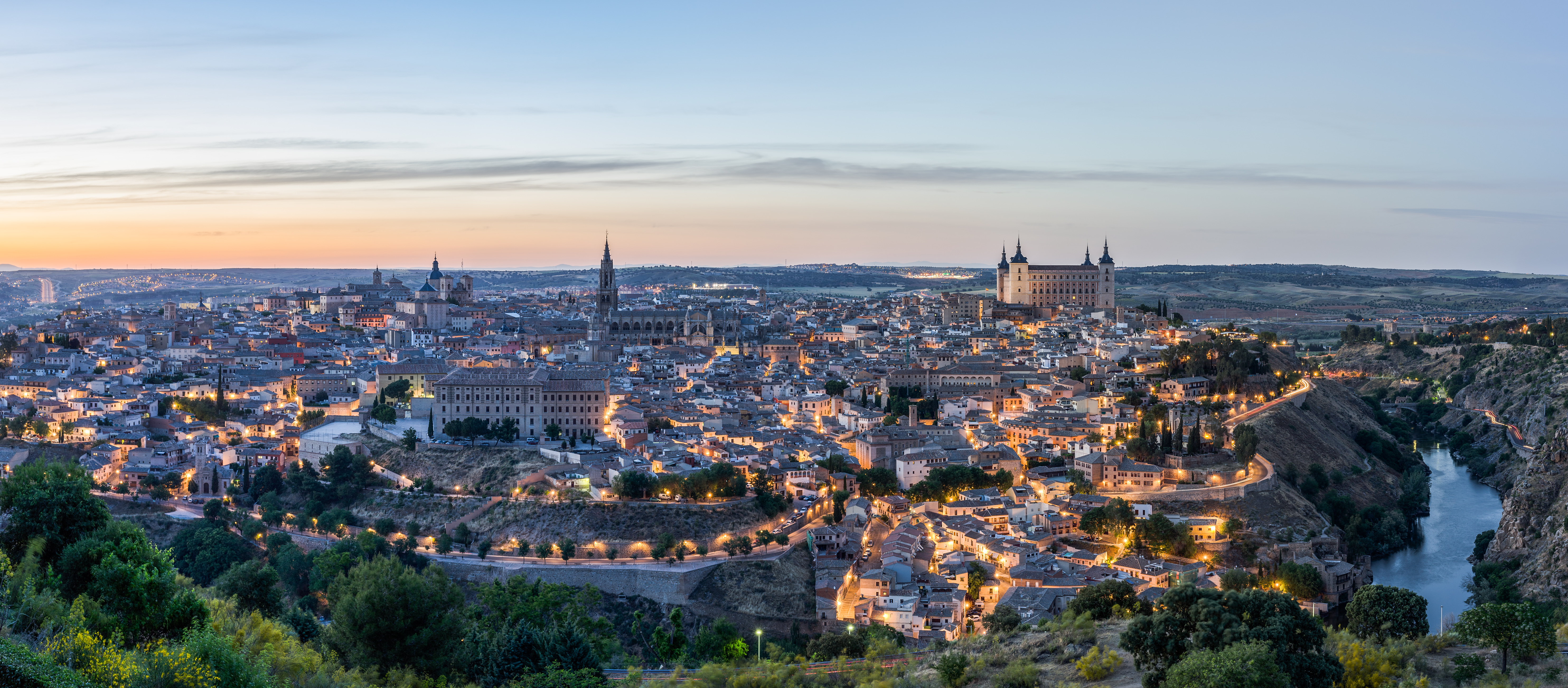
Vue de Tolède, capitale wisigothique.

Il règne seul à partir de 571 ou 572, après la mort prématurée de Liuva, et associe au pouvoir ses deux fils. Vers la même époque, il épouse Goswinthe, la veuve du roi Athanagilde (prédécesseur de Liuva).
Souhaitant unifier toute la péninsule Ibérique sous son autorité, il entame avec succès une série de campagnes militaires, notamment dans le sud, contre les Romains d'Orient de la Bétique, et s'empare notamment de Cordoue, de Malaga et de Medina-Sidonia. Au nord, il combat les montagnards Cantabres, Astures et Vascons, et les Francs, fait renforcer les fortifications de Narbonne et de Carcassonne, et jette les fondations de l'actuelle ville basque de Vitoria-Gasteiz en 581. Dans le nord-ouest de la péninsule, il lutte à partir de 575 contre les Suèves, redevenus chrétiens nicéens, et plusieurs campagnes sont nécessaires pour les soumettre; par sa victoire à la bataille de Braga en 585, il détruit leur royaume de Galice et les reconvertit à l'arianisme. Ses victoires militaires lui permettent de réaliser en partie l'unification de la péninsule, mais il reste un obstacle majeur, son attachement à l'arianisme, véritable foi gothique (fides gothica), alors que ses sujets hispano-romains sont chrétiens nicéens.
Ayant conduit le royaume wisigoth au sommet de sa puissance, il croit alors possible d'établir l'unité religieuse autour de la foi arienne et commence par persécuter les nicéens avant d'essayer de composer avec ses sujets nicéens en évitant les persécutions et en tentant d'établir l'unité de la foi sur la base d'un arianisme expurgé. Il fait des concessions sur l'entrée dans l'arianisme, rendue plus facile, et sur les questions dogmatiques (admettant l'égalité du Père et du Fils). Il semble alors qu'un certain nombre de conversions à l'arianisme aient lieu. Cependant ces concessions jettent aussi le trouble chez les ariens, car il est de plus en plus difficile de voir les différences entre les deux confessions.

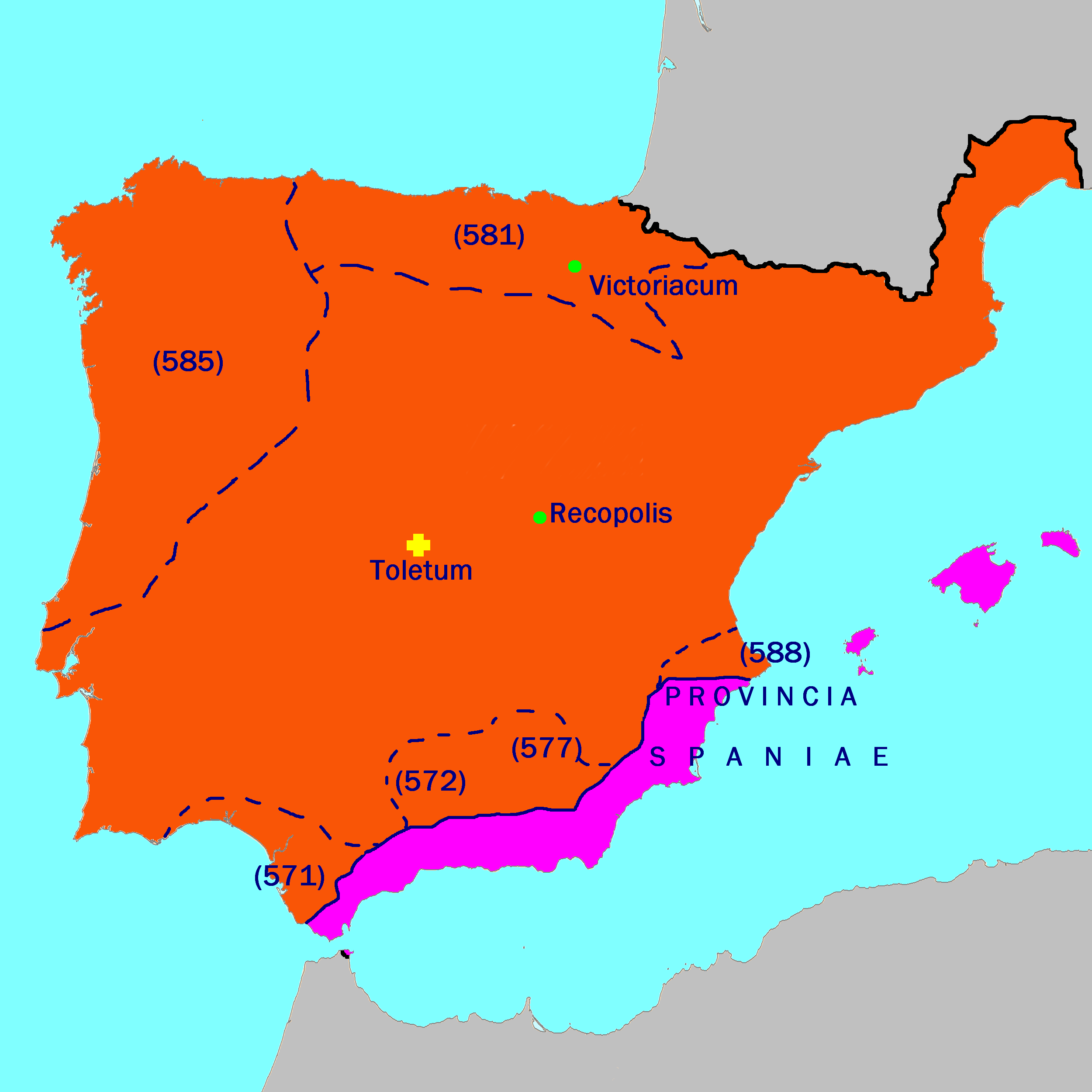
L'Espagne wisigothique à la mort de Léovigild (586), avec les dates de ses campagnes (en rose le domaine byzantin).

Vers la même époque, son fils aîné, le prince Herménégilde, marié à une chrétienne nicéenne, la princesse franque Ingonde, prend la tête du parti nicéen dans le sud du royaume et se révolte contre son père, n'hésitant pas à s'allier aux Suèves du roi Ariamir et aux Romains d'Orient. Depuis Séville, Herménégild soulève l'actuelle Andalousie au début des années 580. La réaction de Léovigild est impitoyable : il combat son fils (abandonné par les Suèves et les Romains d'Orient), le fait prisonnier en 584 et l'envoie à Tarragone où il est exécuté en 585. Ce meurtre fait d'Herménégilde un martyr aux yeux des catholiques.
La même année, son autre fils Récarède repousse en Septimanie une attaque franque du roi franc de Burgondie Gontran : ce dernier voit ses forces anéanties par les troupes wisigothes.

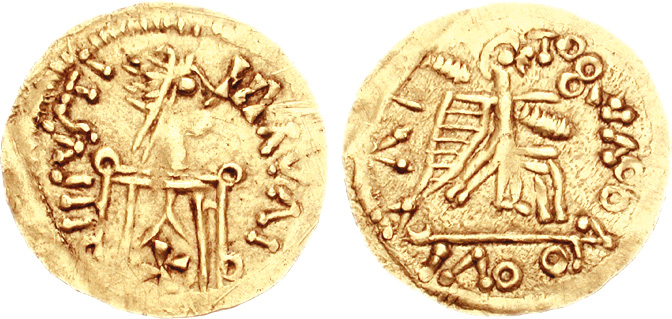
Monnaie wisigothe de Léovigild.

Politiquement, Léovigild, se considérant « empereur en son royaume », cherche à se détacher de l'Empire byzantin (qui dominait le sud-est de l'Hispanie) en frappant sa propre monnaie. Il est aussi le premier roi wisigoth à rejeter l'habit traditionnel des guerriers goths pour adopter le manteau de pourpre des empereurs romains, à siéger sur un trône, et à s'inspirer du cérémonial de l'Empire romain d'Orient. Son activité législative est importante. Il promulgue ou recueille de ses prédécesseurs, 324 lois. Cette importante œuvre judiciaire est d'ailleurs poursuivie par certains de ses successeurs (Chindaswinthe et Réceswinthe qui regrouperont l'ensemble de ces lois dans le Liber Iudiciorum en 654). Sous son règne, le domaine public, dont le souverain à l'entière disposition, ne cesse de s'accroître grâce aux amendes infligées ou aux confiscations de biens de ses adversaires politiques.
Léovigild, considéré par les Espagnols comme le premier « Unificador Nacional », meurt dans le palais royal de Tolède entre le 13 avril et le 8 mai 586 de causes naturelles. Son fils Récarède lui succède.
Selon Isidore de Séville (Historia Gothorum) et la chronique des rois wisigoths (Chronica regum Wisigotthorum), le règne de Liuvigildus dura 18 ans.
Il est à l'origine de la ville de « Recaredopolis », connu aujourd'hui sous le nom de « Recopolis », et fondée en 578 au nord-est de Tolède en l'honneur de son fils Récarède. C'est l'une des trois ou quatre villes bâties par les Wisigoths dans la péninsule Ibérique (avec Vitoria-Gasteiz, Olite et peut-être Toro) et l'une des rares fondées par les « Barbares » dans l'ancien Empire romain d'Occident.

## Hommages
En Espagne, plusieurs rues portent son nom (Calle Leovigildo), notamment à Madrid, Cordoue et Carthagène.
Une statue représentant Léovigild, sculptée en pierre blanche par Felipe del Corral entre 1750 et 1753, est située sur la Place de l'Orient à Madrid.

#### Sources anciennes
- Isidore de Séville, Histoire des Goths, 48-52.
- Chronique de Frédégaire, Histoire des Francs (lire en ligne).
- Jean de Biclar, Chronique (lire en ligne).

#### Sources modernes
- Margaret Deanesly, Histoire de l'Europe du Haut Moyen Âge, 476 à 911, Bibliothèque historique, Payot, 1958.
- Roger Collins, Visigothic Spain, 409–711, Oxford, Blackwell Publishing, 2004.
- Edward A. Thompson, The Goths in Spain, Oxford, Clarendon Press, 1969.
- Henry Bradley, The Story of the Goths, New York, G. P. Putnam's Sons, 1888.